# Loren Acton
Loren Wilber Acton (* 7. března 1936, Lewistown, Montana, USA) je bývalý americký astronaut, který letěl v raketoplánu Challenger v roce 1985.

## Stručný životopis
V Montaně vystudoval High School v Billings a State College v Bozemanu. Poté absolvoval vysokoškolské studium na University of Colorado at Boulder, kde získal titul doktora astrofyziky. Následně získal zaměstnání u Lockheed Palo Alto, zde setrval od roku 1964 do r. 1993. V průběhu let se přihlásil k NASA. V týmu připravujících se amerických astronautů byl od roku 1978 (bylo mu 42 let).
Po svém letu do vesmíru zůstal ještě rok u NASA, načež se v roce 1986 vrátil ke své práci u firmy Lockheed. Ve svých 57 letech, v roce 1993 nastoupil jako profesor v Montaně na univerzitu (Montana State University), kde také vystudoval inženýrství.
Je ženatý s Evelyn, rozenou Oldenburger a má dvě děti, jmenují se Cheryl a Stanley.

## Let do vesmíru
Letěl pouze jednou a to v roce 1985. Byl zapsán do kosmonautických seznamů jako 177. člověk ve vesmíru. Jednalo se o sedmidenní let na palubě raketoplánu Challenger s misí STS-51-F s laboratoří Spacelab. V sedmičlenné posádce raketoplánu s ním odstartovali velitel Charles Fullerton, dále pak Roy Bridges, Story Musgrave, Anthony England, Karl Henize a John-David Bartoe. Na oběžné fráze prováděli astrofyzikální pokusy, sledovali Slunce a hvězdy v rentgenovém a infračerveném oboru spektra. Přistáli na základně Edwards v Kalifornii.
- STS-51-F Challenger, start 29. července 1985, přistání 6. srpna 1985